# Паркер Джонс, Эйприл
Эйприл Паркер Джонс (англ. April Parker Jones; род. XX век, Дарем, Северная Каролина) — американская телевизионная актриса. Джонс наиболее известна благодаря своей роли Дарси Хокинс в сериале CBS «Иерихон», где она снималась с 2006 по 2008 год.
Паркер Джонс родилась в Дареме, Северная Каролина, и окончила Центральный университет Северной Каролины, до переезда в Нью-Йорк. После гостевой роли в сериале CBS «C.S.I.: Место преступления Майами», она получила регулярную роль в «Иерихон», где снималась на протяжении двух сезонов. После закрытия шоу она была гостем в «Остаться в живых», «Отряд «Антитеррор»», «Морская полиция: Спецотдел» и «Скандал», а также взяла на себя второстепенные роли в «90210: Новое поколение» и «Фостеры».
В 2014 году, Паркер Джонс получила одну из ведущих ролей в сериале Oprah Winfrey Network «Если любить тебя неправильно». В дополнение к этому в 2015 году она взяла на себя второстепенную роль в сериале «Как избежать наказания за убийство».

## Избранная фильмография
| Год  |   | Русское название | Оригинальное название | Роль                   |
| ---- | - | ---------------- | --------------------- | ---------------------- |
| 2008 | с | Остаться в живых | Lost                  | доктор Эрика Стивенсон |